# Alberto Vianini
Alberto Vianini (Venezia, 4 ottobre 1968) è un ex cestista italiano attivo tra gli anni ottanta e novanta. In campo giocava come centro.

## Carriera
Residente fin dall'infanzia a Mogliano Veneto, muove i primi passi da cestista nella polisportiva locale; nel 1985 passa alla Benetton basket Treviso squadra con la quale conquista uno scudetto e tre coppa Italia. Nel 1996 approda a Trieste dove milita fino al 1999. In seguito passa all'Opel Skyliners Francoforte, in Germania.
Ha avuto alcune presenze con la nazionale italiana di pallacanestro con la quale, nel 1990 ha partecipato al campionato mondiale maschile in Argentina.
Si ritira dal basket giocato nel 2001. Nello stesso anno si laurea in Giurisprudenza alla Libera università internazionale degli studi sociali Guido Carli (Luiss) di Roma, nella cui squadra - militante in B2 - conclude l'ultima stagione attiva. Nel 2004 viene abilitato all'attività forense.

## Palmarès
- Campionato italiano: 1

Pall. Treviso: 1991-92
- Coppa Italia: 3

Pall. Treviso: 1993, 1994, 1995
- Coppa d'Europa: 1

Pall. Treviso: 1994-95
- Coppa di Germania: 1

Skyliners Frankfurt: 2000